# باول كالاواي
باول كالاواي (بالإنجليزية: Paul Callaway)‏ هو عازف الأرغن وملحن أمريكي، ولد في 16 أغسطس 1909 في أتلانتا في الولايات المتحدة، وتوفي في 21 مارس 1995.

## وصلات خارجية
- باول كالاواي على موقع ميوزك برينز (الإنجليزية)
- باول كالاواي على موقع ديسكوغز (الإنجليزية)